# Stagione di college football 2013
La stagione di college football NCAA Division I FBS 2013 negli Stati Uniti organizzata dalla National Collegiate Athletic Association (NCAA) per la Division I Football Bowl Subdivision (FBS), il livello più elevato del football universitario, è iniziata il 29 agosto e la sua stagione regolare si è conclusa il 14 dicembre 2023. La finale si è disputata il 6 gennaio 2014 al Rose Bowl di Pasadena, California.
I Florida State Seminoles batterono gli Auburn Tigers nella finalissima, aggiudicandosi il titolo di campioni nazionali del 2013. Questa fu l'ultima stagione in cui il Bowl Championship Series (BCS) fu utilizzato per determinare i campioni nazionali della Football Bowl Subdivision; il BCS fu sostituito dal sistema dei College Football Playoff a partire dalla stagione 2014.

## Classifica finale
| Pos. | College           | Record |
| 1    | Florida State     | 13–0   |
| 2    | Auburn            | 12–1   |
| 3    | Alabama           | 11–1   |
| 4    | Michigan State    | 12–1   |
| 5    | Stanford          | 11–2   |
| 6    | Baylor            | 11–1   |
| 7    | Ohio State        | 12–1   |
| 8    | Missouri          | 11–2   |
| 9    | South Carolina    | 10–2   |
| 10   | Oregon            | 10–2   |
| 11   | Oklahoma          | 10–2   |
| 12   | Clemson           | 10–2   |
| 13   | Oklahoma State    | 10–2   |
| 14   | Arizona State     | 10–3   |
| 15   | UCF               | 11–1   |
| 16   | LSU               | 9–3    |
| 17   | UCLA              | 9–3    |
| 18   | Louisville        | 11–1   |
| 19   | Wisconsin         | 9–3    |
| 20   | Fresno State      | 11–1   |
| 21   | Texas A&M         | 8–4    |
| 22   | Georgia           | 8–4    |
| 23   | Northern Illinois | 12–1   |
| 24   | Duke              | 10–3   |
| 25   | USC               | 9–4    |

## Premi e onori

### Heisman Trophy
L'Heisman Trophy è assegnato ogni anno al miglior giocatore.
Classifica finale
| Giocatore      | College           | Ruolo | 1º  | 2º  | 3º  | Totale |
| -------------- | ----------------- | ----- | --- | --- | --- | ------ |
| Jameis Winston | Florida State     | QB    | 668 | 84  | 33  | 2.205  |
| A.J. McCarron  | Alabama           | QB    | 79  | 162 | 143 | 704    |
| Jordan Lynch   | Northern Illinois | QB    | 40  | 149 | 140 | 558    |
| Andre Williams | Boston College    | RB    | 29  | 127 | 129 | 470    |
| Johnny Manziel | Texas A&M         | QB    | 30  | 103 | 125 | 421    |
| Tre Mason      | Auburn            | RB    | 31  | 121 | 69  | 404    |
| Bryce Petty    | Baylor            | QB    | 4   | 40  | 35  | 127    |
| Derek Carr     | Fresno State      | QB    | 6   | 23  | 43  | 107    |
| Braxton Miller | Ohio State        | QB    | 4   | 21  | 37  | 91     |
| Ka'Deem Carey  | Arizona           | RB    | 2   | 14  | 36  | 70     |

### Altri premi al miglior giocatore
- Giocatore dell'anno dell'Associated Press: Jameis Winston
- Maxwell Award (miglior giocatore): A.J. McCarron
- SN Player of the Year: Jameis Winston
- Walter Camp Award (miglior giocatore): Jameis Winston